# Idioptilon
Az Idioptilon a madarak (Aves) osztályának verébalakúak (Passeriformes) rendjébe és a királygébicsfélék (Tyrannidae) családjába tartozó nem.
Besorolásuk vitatott, egyes rendszerezők szerint a Hemitriccus nembe tartoznak ezek a fajok is.

## Rendszerezés
A nembe az alábbi 13 faj tartozik:
- Idioptilon cinnamomeipectum vagy Hemitriccus cinnamomeipectus
- Idioptilon granadense vagy Hemitriccus granadensis
- Idioptilon iohannis vagy Hemitriccus iohannis
- Idioptilon inornatum vagy Hemitriccus inornatus
- Idioptilon margaritaceiventer vagy Hemitriccus margaritaceiventer
- Idioptilon minimum vagy Hemitriccus minimus
- Idioptilon mirandae vagy Hemitriccus mirandae
- Idioptilon nidipendulum vagy Hemitriccus nidipendulus
- Idioptilon orbitatum vagy Hemitriccus orbitatus
- Idioptilon rufigularis vagy Hemitriccus rufigularis
- Idioptilon striaticollis vagy Hemitriccus striaticollis
- Kaempfer-toditirannusz (Idioptilon kaempferi vagy Hemitriccus kaempferi)
- villásfarkú toditirannusz (Idioptilon furcatus vagy Hemitriccus furcatus)